# Villa Allende
Villa Allende é um município da província de Córdova, na Argentina.